# ロッポロ
ロッポロ（伊: Roppolo）は、イタリア共和国ピエモンテ州ビエッラ県にある、人口約900人の基礎自治体（コムーネ）。

## 地理

### 位置・広がり
| 隣接するコムーネは以下の通り。括弧内のVCはヴェルチェッリ県所属を示す。 - アーリチェ・カステッロ (VC) - カヴァリア - チェッリオーネ - ドルツァーノ - サルッソーラ - ヴィヴェローネ - ジモーネ |

## 行政

### 分離集落
ロッポロには、以下の分離集落（フラツィオーネ）がある。
Babò, Borgata Salomone, Castello, Comuna di Roppolo, Morzano, Peverano, Pioglio, San Vitale